# Madonna con el Niño y cuatro querubines
La Madonna con el Niño y cuatro querubines es una obra realizada en terracota (102x72 cm) por Donatello, que se data en el año 1440 aproximadamente y conservada en el Bode-Museum de Berlín. 

## Historia y descripción
Si bien referida a una iconografía todavía medieval, la Madonna de Donatello, incorporada al museo por adquisición en 1888, presenta una fuerte connotación psicológica, que involucra el espectador en las amarguras de la Virgen al presagiar del destino trágico del hijo. El Niño, en pañales, se encuentra en posición recta a causa del abrazo de la Madonna, al cuál él contesta con el tierno gesto de alargar una manita para buscar la de la madre, mientras que la derecha revela su naturaleza divina realizando un gesto de bendición. 
Las dos cabezas casi se tocan  en una relación de gran intimidad, como se aprecia también en la célebre Madonna Pazzi. Las líneas de fuerza conducen el ojo del espectador siempre hacia este fulcro de la composición, entre las manos de Maria puestas en oración y el dulce contacto que se produce entre los protagonistas.
En estado de esbozo aparecen en cambio los cuatro querubines en stiacciato que rellenan las partes vacías del relieve.
La obra sufrió graves daños en un incendio producido en 1945, rompiéndose varias partes y perdiendo los restos de la policromía que estaba dispuesta de manera pictórica. 